# Kuruman
Kuruman es una localidad sudafricana de la provincia del Cabo Septentrional.

## Geografía
Está ubicada en el curso alto del río Kuruman, al noroeste de Kimberley y al suroeste de Vryburg. Presenta un notable contraste con las condiciones desérticas de los alrededores.

## Historia
La Enciclopedia británica sostenía que el nombre del lugar venía del del hijo y heredero de Mosilikatze, el fundador de la nación matabele. En el pasado perteneció a la Bechuanalandia británica y a la colonia del Cabo. En noviembre de 1899, la ciudad fue sitiada por una fuerza bóer. La guarnición, de menos de 100 hombres, resistió durante seis semanas a más de 1000 atacantes, pero se vio obligada a rendirse el 1 de enero de 1900. En junio siguiente, los británicos volvieron a ocuparla.